# Bayerischer Kunstförderpreis
Der Bayerische Kunstförderpreis wird seit 1965 jährlich vom Freistaat Bayern vergeben. Der Preis, der in den Bereichen Bildende Kunst, Darstellende Kunst inkl. Tanz, Musik sowie Literatur auf Vorschlag von Fachjurys verliehen wird, ist mit derzeit je 6.000 Euro dotiert, für Ensembles mit 10.000 Euro. Ab dem Jahre 2021 wird zusätzlich ein vierter Kunstförderpreis in der Sparte Literatur vergeben, der vorrangig für eine literarische Übersetzerin bzw. einen literarischen Übersetzer in der Anfangsphase ihres/seines Schaffens vorgesehen ist. Mit dem Preis ausgezeichnet werden Künstler bis 40 Jahre, die durch besondere künstlerische Leistungen hervorgetreten sind und ihren Wohnsitz und Schaffensmittelpunkt seit mindestens zwei Jahren in Bayern haben.

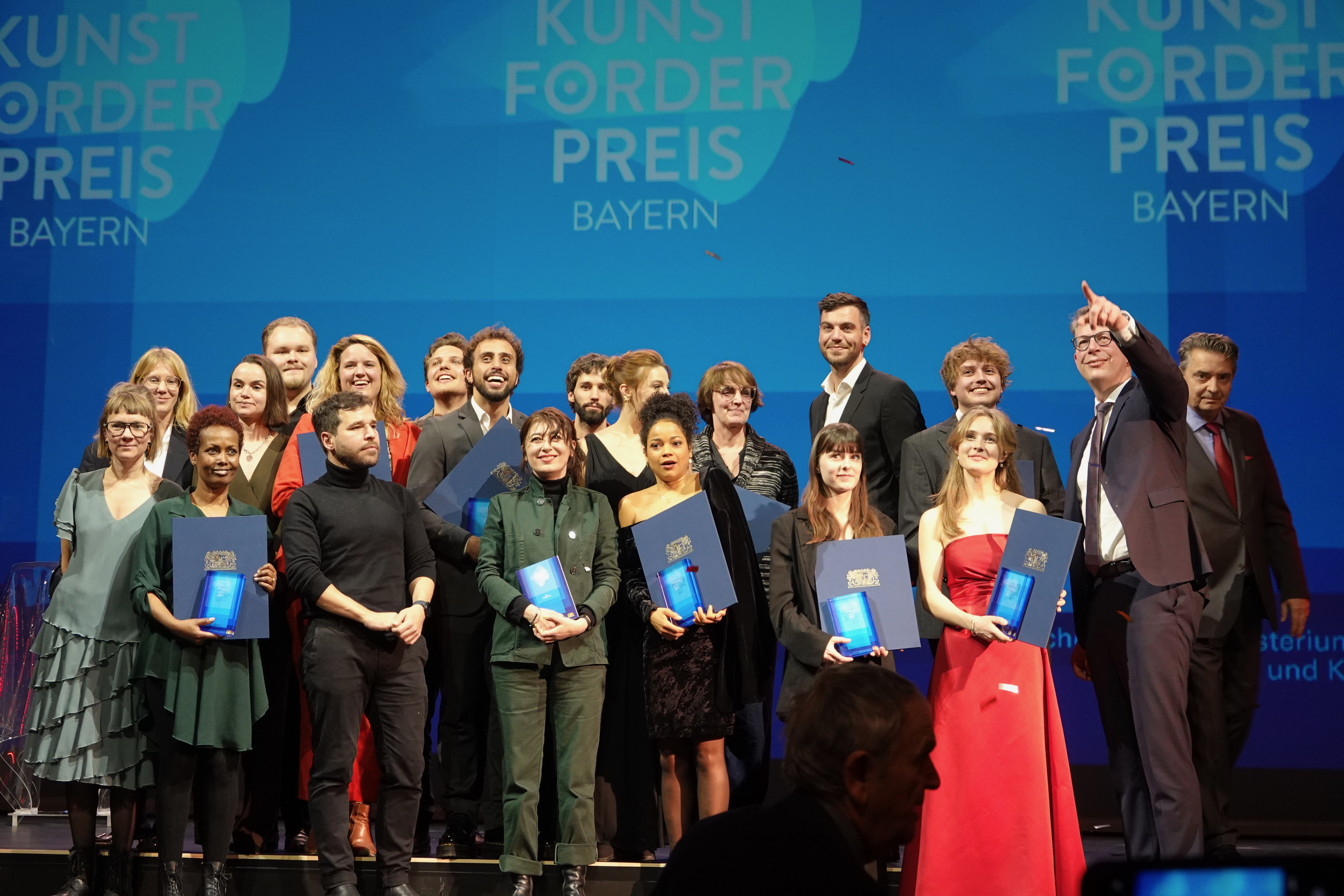
Kunstförderpreis Bayern 2023 - Preisträger und Preisträgerinnen

## Preisträger

### 2002
Darstellende Kunst
- Stefanie Dietrich (Schauspielerin)
- Barbara Schöller (Schauspielerin)
- Christian Hettkamp (Schauspieler)
- Marc Oliver Schulze (Schauspieler)

Musik und Tanz
- Annett Göhre (Tänzerin und Choreographin)
- Nicolas Koeckert (Geiger)
- Christoph Hammer (Dirigent und Instrumentalist)
- Hubert Winter (Saxophonist)
- Gunther Rost (Organist)

Literatur
- Lisbeth Exner
- Thomas Lang
- Christine Wunnicke (Autorin von Romanen, Hörspielen, Radiofeatures und Übersetzungen)

### 2003
Darstellende Kunst
- Anja Kaesmacher (Sängerin)[4]

Musik und Tanz
- Stefanie Schlesinger (Jazzsängerin)

### 2004
Darstellende Kunst
- Brigitte Hobmeier (Schauspielerin)
- Nina Kunzendorf (Schauspielerin)
- Thomas Loibl (Schauspieler)
- Stefan Sevenich (Sänger)

Bildende Kunst
- Karin Bergdolt
- Martin Fengel
- Marco Schuler
- Wolfgang Stehle
- Cora Piantoni (Spezialfach Fotografie)

Musik und Tanz
- Sunday Night Orchestra (Bigband)
- Martin Rasch (Pianist)
- Minas Borboudakis (Komponist)
- Avetik Karapetyan (Tänzer)
- Ilja Sarkisov (Tänzer)

Literatur
- Ewald Arenz
- Claudia Klischat
- Wieland Freund

### 2005
Darstellende Kunst
- Bettina Schmidt
- Sabina von Walther
- Dieter Fischer
- Robert Joseph Bartl

Bildende Kunst
- Heike Döscher
- Martina Salzberger
- Richard Schur
- Peter Senoner

Musik und Tanz
- Ivy Amista (Tänzerin)
- Michael Wollny (Pianist)
- Dessi Slava Kepenerova (Schlagzeugerin)
- Joachim F.W. Schneider (Komponist)

Literatur
- Lena Gorelik
- Jens Petersen
- Volker Klüpfel
- Michael Kobr

### 2006
Darstellende Kunst
- Marina Galic (Schauspielerin)
- Maximilian Brückner (Schauspieler)
- Silke Evers (Sängerin)
- Daniela Sindram (Sängerin)

Bildende Kunst
- Ingrid Floss (Malerin)
- Veronika Veit (Bildhauerin, Installationskünstlerin, Foto- und Videokünstlerin)
- Christian Hiegle (Maler)
- Michael Schrattenthaler (Installationskünstler)
- Florian Tuercke (Performance-Künstler)

Musik und Tanz
- Claus Raible (Pianist)
- Laura Konjetzky (Pianistin)
- Alessandro Souza Pereira (Tänzer)
- Marko Zdralek (Komponist)

Literatur
- Katja Huber (Schriftstellerin)
- Nuran David Calis (Dramatiker)
- Nora Gomringer (Lyrikerin)

### 2007
Darstellende Kunst
- Katharina Schubert (Schauspielerin)
- Aurel Bereuter (Schauspieler)
- Marco Steeger (Schauspieler)
- Tilmann Unger (Tenor)

Bildende Kunst
- Annegret Hoch (Malerin)
- Thorsten Franck (Möbeldesigner)
- Axel Gercke (Maler)
- Alfred Kurz (Bildhauer)
- Stefan Wischnewski (Bildhauer)

Musik und Tanz
- Veronika Eberle (Violinistin)
- Alexander Muno (Komponist)
- Daniel Zaboj (Choreograph)
- Kammermusikensemble piano possibile

Literatur
- Maximilian Dorner (Schriftsteller)
- Daniel Grohn (Schriftsteller)
- Thomas von Steinaecker (Schriftsteller)
- Nikolai Vogel und Kilian Fitzpatrick (Autoren)

### 2008
Darstellende Kunst
- Sophia Brommer (Sopranistin)
- Reto Raphael Rosin (Tenor)
- Felix Rech (Schauspieler)
- Judith Toth (Schauspielerin)

Bildende Kunst
- Sebastian Kuhn (Bildhauer)
- Oh-Seok Kwon (Bildhauer)
- Petra Schneider (Fotografin)
- Lorenz Straßl (Fotograf)
- Nicki Marquardt (Hutmacherin) - Spezialpreis -

Musik und Tanz
- Caroline Matthiessen (Tänzerin)
- Philipp Weiss (Jazzsänger)
- VoicesInTime (Rock- & Jazzchor)
- Duo d’Accord - Lucia Huang und Sebastian Euler (Klavierduo)

Literatur
- Karin Fellner (Lyrikerin)
- Stefanie Geiger (Schriftstellerin)
- Luis Ruby (Übersetzer)

### 2009
Darstellende Kunst
- Stephanie Hampl (Mezzosopranistin)
- Heidi Elisabeth Meier (Sopranistin)
- Shenja Lacher (Schauspieler)
- Michael Stange (Schauspieler)

Bildende Kunst
- Lena Bröcker (Künstlerin)
- Florian Haller (Maler)
- Dashdemed Sampil (Maler)
- Katharina Gaenssler (Fotografin)
- Ladislav Zajac (Bühnenbildner) - Spezialpreis -

Musik und Tanz
- Christine Ceconello (Tänzerin)
- Markus Elsner (Dirigent und Musiker)
- Andreas Kurz (Kontrabassist)
- David Theodor Schmidt (Pianist)

Literatur
- Beate Teresa Hanika (Schriftstellerin)
- Anja Utler (Lyrikerin)
- Benedict Wells (Schriftsteller)

### 2010
Darstellende Kunst
- Julia Bartolome (Schauspielerin)
- Sibylla Duffe (Sopranistin)
- Jan Friedrich Eggers (Bariton)
- Nico Holonics (Schauspieler)

Bildende Kunst
- Susu Gorth (Künstlerin)
- Eva-Maria Raschpichler (Künstlerin)
- Christian Schnurer (Künstler)
- Frank Stürmer (Fotograf)
- Carlos de Abreu (Künstler) - Spezialpreis -

Musik und Tanz
- Herbert Schuch (Pianist)
- Saúl Vega (Tänzer)
- Double Drums (Schlagzeug-Duo Alexander Glöggler und Philipp Jungk)
- Alex Wienand Trio (Jazztrio mit Alexander Wienand, Felix Himmler und Tobias Schirmer)

Literatur
- Stephan Knösel für den Jugendroman Echte Cowboys
- Tom Schulz für den Lyrikband Kanon vor dem Verschwinden
- Benjamin Stein für den Roman Die Leinwand

### 2011
Bildende Kunst
- Duo Matthias Böhler / Christian Orendt (Installationskünstler)
- Alexander Laner (Bildhauer)
- Emanuel Seitz  (Maler)
- Susanne Wagner (Videokünstlerin)
- Christoph Kienzle  (Designer, Illustrator)

Darstellende Kunst
- Hrachuhí Bassénz (Sängerin)
- Monika Lichtenegger (Sängerin)
- Maria Vogt (Schauspielerin)
- Lucy Wirth (Schauspielerin)

Musik und Tanz
- Gözde Özgür (Tänzerin)
- Jaione Zabala (Tänzerin)
- William Youn (Pianist)
- Alexander von Hagke (Saxophonist, Klarinettist, Komponist)

Literatur
- Katharina Eyssen für ihren Debütroman Alles Verbrecher
- Veronika Rotfuß für ihren Jugendroman Mücke im März
- Max Scharnigg für den Roman Die Besteigung der Eiger-Nordwand unter einer Treppe

### 2012
Bildende Kunst
- Michael Biber (Maler)
- Beate Engl (Bildhauerin)
- Simona Koch  (Installationskünstlerin)
- Künstlerduo Clea Stracke und Verena Seibt
- Leonie Felle und Anna Witt (Performancekünstlerinnen) - Spezialpreis Performancekunst

Darstellende Kunst
- Betsy Horne (Sopranistin)
- Tilman Lichdi (Tenor)
- Genija Rykova (Schauspielerin)
- Andrea Wenzl (Schauspielerin)

Musik und Tanz
- Max Zachrisson (Tänzer)
- Stefanie Schumacher (Akkordeonistin)
- Andreas Mildner (Harfenist)
- INDEX Ensemble (Musiker)

Literatur
- Christian Lorenz Müller für seinen Debütroman Wilde Jagd
- Elias Wagner für sein Erstlingswerk Vom Liebesleben der Mondvögel
- Lydia Daher für ihr lyrisches Werk

### 2013
Bildende Kunst
- Alexander Hick arbeitet in den Gattungen Fotografie und Videoinstallation
- Martin Hotter arbeitet bildhauerisch im erweiterten Sinn durch Verbindung der Gattungen Installation, Zeichnung und Fotografie
- Silke Markefka (Malerin)
- Mitra Wakil (Bildhauerin)
- Justin Almquist - Spezialpreis Zeichnen
- Tim Wolff[6] - Spezialpreis Zeichnen

Darstellende Kunst
- Josephine Köhler (Schauspielerin)
- Friederike Ott (Schauspielerin)
- Xenia Tiling (Schauspielerin)
- Vera Semieniuk (Opernsängerin)

Musik und Tanz
- Wlademir Faccioni (Tänzer)
- Tim Allhoff (Jazz-Pianist und Komponist)
- Alexander Schimpf (Pianist)
- Christian Elin (vormals Hans-Christian Dellinger) (Saxophonist)

Literatur
- Martin Beyer (Schriftsteller)
- Jonas Lüscher (Schriftsteller)
- Christian Schloyer (Lyriker)

### 2014
Bildende Kunst
- Boban Andjelkovic (Maler)
- Felix Burger (Künstler)
- Hedwig Eberle (Malerin)
- Jasmin Schmidt (Malerin)
- Elisabeth Wieser (Künstlerin) - Spezialpreis Collage als Arbeitsprinzip

Darstellende Kunst
- Anna Drexler (Schauspielerin)
- Cathrin Lange (Schauspielerin und Sängerin)
- Franz Pätzold (Schauspieler)
- Anna-Maria Thoma (Schauspieler)

Musik und Tanz
- Marina Miguélez (Tänzerin)
- Johannes X. Schachtner (Komponist und Dirigent)
- Monika Roscher (Jazz-Musikerin)
- Maximilian Hornung (Cellist)

Literatur
- Kenah Cusanit (Lyrikerin)
- Manuel Niedermeier (Schriftsteller)
- Joshua Groß (Schriftsteller)
- Susanne Krones (Schriftstellerin)

### 2015
Bildende Kunst
- Gabi Blum (Mixed-Media-Künstlerin)
- Matthias Glas (Künstler)
- Philipp Gufler (Künstler)
- Andreas Peiffer (Künstler)

Darstellende Kunst
- Jacob Keller (Schauspieler)
- Danae Kontora (Koloratursopranistin)
- Ludwig Mittelhammer (Bariton)
- Valery Tscheplanowa (Schauspielerin)

Musik und Tanz
- Jonah Cook (Tänzer)
- Goldmund Quartett (Musiker)
- Theophilus Veselý (Tänzer)
- Leo Betzl (Jazzpianist und -komponist)

Literatur
- Lilian Loke (Schriftstellerin)
- Barbara Yelin (Comiczeichnerin)
- Silke Kleemann (Übersetzerin)
- Tobias Roth (Lyriker)

### 2016
Bildende Kunst
- Jakob Egenrieder (Bildhauer)
- Funda Gül Özcan
- Miho Kasama
- Felix Leon Westner
- Anna McCarthy - Spezialpreis Sound und Geräusche

Darstellende Kunst
- Valerie Pachner (Schauspielerin)
- Thomas Lettow (Schauspieler)
- Nik Mayr (Schauspieler und Musiker)
- Petr Nekoranec (Opernsänger)

Musik und Tanz
- Sayaka Kado (Tänzerin)
- Arcis Saxophon Quartett (Musikensemble)
- Christian Elsässer Jazz Orchestra (Musikensemble)
- Benno Schachtner (Sänger)

Literatur
- Pierre Jarawan für Am Ende bleiben die Zedern (Romandebüt)
- Mercedes Lauenstein für Nachts (Erzählungen)
- Jan Schönherr (Übersetzer)

### 2017
Bildende Kunst
- Florentin Berner
- Andreas Chwatal
- Michael Seidner
- Johannes Tassilo Walter
- Christoph Weißhaar - Spezialpreis Schmuck und Gerät

Darstellende Kunst
- Svetlana Belesova (Schauspielerin)
- Philip Dechamps (Schauspieler)
- Julia Riedler (Schauspielerin)
- Anna Pisareva (Sopranistin)

Musik und Tanz
- Vivi Vassileva (Musikerin)
- Ensemble 11 (Musikensemble)
- Johannes Öllinger (Solist und Kammermusiker)
- Moritz Stahl (Tenorsaxophonist)

Literatur
- Paul-Henri Campbell für nach den narkosen (Gedichtband)
- Mara-Daria Cojocaru für Anstelle einer Unterwerfung (Gedichtband)
- Kristina Pfister für Die Kunst, einen Dinosaurier zu falten (Romandebüt)

### 2018
Bildende Kunst
- Claudia Barcheri
- Sebastian Dacey
- Sophia Süßmilch
- Benjamin Zuber
- Easy!upstream, Prince of Wales, Edel Extra - Spezialpreis Künstler als Kuratoren

Darstellende Kunst
- Rachael Wilson (Sängerin)
- Sandro Sutalo (Schauspieler)
- Patrizia Unger (Musicaldarstellerin)
- Samouil Stoyanov (Schauspieler)

Musik und Tanz
- Henrik Ajax (Komponist, Pianist)
- Gregor A. Mayrhofer (Komponist, Pianist, Dirigent)
- Matthias Lindermayr (Jazztrompeter)
- Rachelle Scott (Tänzerin)

Literatur
- Helwig Arenz für sein bisheriges Werk
- Anne Freytag für Nicht weg und nicht da (Roman)
- Dominik Wendland für Tüti (Comic)

### 2019
Bildende Kunst
- Iza Tarasewicz (Bildhauerin)
- Jonas Tröger (Installationskünstler)
- Sebastian Tröger (Maler)
- Alexi Tsioris
- Cana Bilir-Meier

Darstellende Kunst
- Isabel Kott (Schauspielerin)
- Nils Strunk (Schauspieler)
- Sara-Maria Saalmann (Sängerin)
- Mirjam Mesak (Sängerin)

Musik und Tanz
- Raphaela Gromes (Cellistin)
- Angela Metzger (Organistin)
- Verworner Krause Kammerorchester (VKKO)
- Alexsandro Akapohi (Tänzer)

Literatur
- Katharina Adler für Ida (Roman)
- Tristan Marquardt für scrollen in tiefsee (Gedichtband)
- Benedikt Feiten für So oder so ist das Leben (Roman) [geteilter Preis]
- Nora Zapf für homogloben (Lyrikband) [geteilter Preis]

### 2020
Bildende Kunst
- Stephan Janitzky (Maler)
- Paula Leal Olloqui (Bildhauerin)
- Irina Ojovan (Bildhauerin)
- Lea von Wintzingerode (Malerin)
- Viola Relle, Raphael Weilguni - Spezialpreis Glas und Keramik

Darstellende Kunst
- Vanessa Eckart (Schauspielerin)
- Gro Swantje Kohlhof (Schauspielerin)
- Jihyun Cecilia Lee (Sängerin)
- Camille Schnoor (Sängerin)

Musik und Tanz
- Johanna Soller (Dirigentin)
- Sofie Vervaecke (Tänzerin)
- Aris Alexander Blettenberg (Musiker)
- Paranormal String Quartet

Literatur
- Andreas Thamm für Heldenhaft (Roman)
- Dana von Suffrin für Otto (Roman)
- Lisa Frühbeis für Busengewunder (Comic-Sammelband) [geteilter Preis]
- Lisa Jeschke für Die Anthologie der Gedichte betrunkener Frauen (Lyrikband) [geteilter Preis]

### 2021
Bildende Kunst
- Jonas Höschl
- Nele Jäger
- Maximilian Prüfer
- Jan Erbelding

Darstellende Kunst (inkl. Tanz)
- Liliane Amuat (Schauspielerin)
- Carollina de Souza Bastos (Tänzerin)
- Andromahi Raptis (Sopranistin)
- Max Rothbart (Schauspieler)
- Anne Stein (Schauspielerin)

Musik 
- Alma Naidu (Jazzsängerin)
- der/gelbe/klang (Ensemble für aktuelle Musik)
- Amadeus Wiesensee (Pianist)
- Elisabeth Brüchner alias Lilly Among Clouds (Popsängerin)

Literatur
- Martin Dolejš für Im Land der weißen Schokolade (Roman)
- Markus Ostermair für Der Sandler (Roman)
- Alke Stachler für die Lyrikbände Dünner Ort und Geliebtes Biest
- Tobias Roth für das übersetzerische Werk Welt der Renaissance

### 2022
Bildende Kunst
- Monique S. Desto
- Lena Grossmann (Choreografin und bildende Künstlerin)
- Tian Guoxin (Bildhauerin)
- Hayato Mizutani (Spezialpreis „Das KünstlerInnenbuch als eigenständiges Werk“) geteilt mit
- Maria VMier

Darstellende Kunst (inkl. Tanz)
- Nikolaos Doede (Tänzer)
- Stefan Herrmann (Schauspieler)
- Jakob Immervoll (Schauspieler)
- Matija Meić (Sänger)
- Luiza Monteiro (Schauspielerin)

Musik 
- Brigitte Helbig (Pianistin)
- Jazzrausch Bigband
- New Piano Trio
- vodeon

Literatur
- Jeff Chi
- Annika Domainko
- Krisha Kops
- Slata Roschal
- Claudia Voit

### 2023
Bildende Kunst
- Lukas Hoffmann (Bildhauer)
- Jonathan Penca
- Gülbin Ünlü
- Max Wencelides

Darstellende Kunst (inkl. Tanz)
- Reinhild Buchmayer
- Alexander Grassauer
- Isabell Antonia Höckel
- Edward Nunes
- Johannes Nussbaum

Musik 
- Hannah Solveij Gramß
- Sonja Lachenmayr
- Lena & Linus
- Jonas Sorgenfrei

Literatur
- Emre Akal
- Raphaela Bardutzky
- Franziska Gänsler
- Yirgalem Fisseha Mebrahtu
- Jovana Reisinger

### 2024
Bildende Kunst
- Julie Batteux
- Johanna Gonschorek
- Eunju Hong
- Ayaka Terajima

Darstellende Kunst (inkl. Tanz)
- Linda Blümchen
- Vero Miller
- Bianca Teixeira
- Leon Tölle
- Vincent zur Linden

Musik
- Malik Harris
- Sophia Schambeck
- Philipp Schiepek
- Lisa Schöttl

Literatur
- Stefanie Kremer
- Fabian Lenthe
- Joana Osman
- Robert Wolfgang Segel